# Pselaphelia deficiens
Pselaphelia deficiens är en fjärilsart som beskrevs av Abel Dufrane 1953. Pselaphelia deficiens ingår i släktet Pselaphelia och familjen påfågelsspinnare. Inga underarter finns listade i Catalogue of Life.